# I Want to Die in New Orleans
I Want to Die in New Orleans (с англ. — «Я хочу умереть в Новом Орлеане») — дебютный студийный альбом американского дуэта $uicideboy$, выпущенный 7 сентября 2018 года на лейбле Caroline Distribution и лейбле $uicideboy$ G*59 Records. Жанры альбома включают хип-хоп и хардкор-хип-хоп, а также элементы хорроркора и клауд-рэпа.
Альбом дебютировал под номером 9 в американском чарте Billboard 200 с 46,449 единиц, эквивалентных альбому, в первую неделю продаж. Альбом повествует автобиографические истории о встречах дуэта с депрессией, наркоманией и суицидальными идеациями.

## История
Первоначальное название альбома I Don't Want to Die in New Orleans. Он был анонсирован в феврале 2017 года в Twitter от участника $crim, дату релиза объявили на декабрь 2017 года. Позже дуэт подтвердил эту информацию в интервью XXL в апреле 2017 года.
Запись альбома I Want to Die in New Orleans началась в 2016 году, во время гастрольного тура.

## Музыка и текст
I Want to Die in New Orleans был выпущен 7 сентября 2018 года и состоит из 14 треков. Последний трек I No longer Fear the Razor Guarding My Heel (IV) является четвертой итерацией популярной серии мини-альбомов дуэта. Релиз повествует автобиографические истории о встречах дуэта с депрессией, наркоманией и суицидальными идеациями.
Все треки были спродюсированы $crim (под псевдонимом Budd Dwyer), а трек Phantom Menace был спродюсирован Juicy J, рэпером из Мемфиса и наставником во время записи альбома.

## Отзывы
HipHopDX дал альбому рейтинг 3,9 из 5, комментируя «...они действительно изменили мир музыки? Можно списать это на типичную браваду художника, но после ещё одного хорошо полученного релиза у них, безусловно, есть доказательства, чтобы аргументировать своё дело».

## Коммерческий успех
Альбом дебютировал под номером 9 в американском чарте Billboard 200 с 46 449 единиц, эквивалентных альбому, в первую неделю продаж, что является их первым альбомом в топ-10 в США. Альбом также достиг топ-10 в Австралии и Финляндии.

## Список треков
| №                   | Название                                           | Автор(ы)                                   | Продюсеры           | Длительность |
| ------------------- | -------------------------------------------------- | ------------------------------------------ | ------------------- | ------------ |
| 1.                  | «King Tulip»                                       | Аристос Петрос Scott Arceneaux Jr.         | Budd Dwyer          | 3:05         |
| 2.                  | «Bring Out Your Dead»                              | Petrou Arceneaux Jr.                       | Budd Dwyer          | 1:46         |
| 3.                  | «Nicotine Patches»                                 | Petrou Arceneaux Jr.                       | Budd Dwyer          | 2:36         |
| 4.                  | «10,000 Degrees»                                   | Petrou Arceneaux Jr.                       | Budd Dwyer          | 3:09         |
| 5.                  | «122 Days»                                         | Petrou Arceneaux Jr.                       | Budd Dwyer          | 3:04         |
| 6.                  | «Phantom Menace»                                   | Petrou Arceneaux Jr.                       | Budd Dwyer Juicy J  | 2:22         |
| 7.                  | «Krewe du Vieux (Comedy & Tragedy)»                | Petrou Arceneaux Jr.                       | Budd Dwyer          | 1:44         |
| 8.                  | «WAR TIME ALL THE TIME»                            | Petrou Arceneaux Jr.                       | Budd Dwyer          | 2:25         |
| 9.                  | «Coma»                                             | Petrou Arceneaux Jr.                       | Budd Dwyer          | 2:17         |
| 10.                 | «Long Gone (Save Me from This Hell)»               | Petrou Arceneaux Jr.                       | Budd Dwyer          | 2:18         |
| 11.                 | «Meet Mr. NICEGUY»                                 | Petrou Arceneaux Jr.                       | Budd Dwyer          | 2:26         |
| 12.                 | «Carrollton»                                       | Petrou Arceneaux Jr.                       | Budd Dwyer          | 3:23         |
| 13.                 | «FUCK the Industry»                                | Petrou Arceneaux Jr. Элмо Кеннеди О’Коннор | Budd Dwyer          | 3:55         |
| 14.                 | «I No Longer Fear the Razor Guarding My Heel (IV)» | Petrou Arceneaux Jr.                       | Budd Dwyer          | 7:54         |
| Общая длительность: | Общая длительность:                                | Общая длительность:                        | Общая длительность: | 42:00        |

## Чарты
| Чарт (2018)                          | Высшая позиция |
| ------------------------------------ | -------------- |
| Финляндия (Suomen virallinen lista)  | 6              |
| США (Billboard 200)                  | 9              |
| Австралия (ARIA)                     | 10             |
| Новая Зеландия (RMNZ)                | 15             |
| Канада (Canadian Albums Chart)       | 26             |
| Великобритания (UK R&B Albums Chart) | 31             |
| Норвегия (VG-lista)                  | 36             |
| Бельгия/Фландрия (Ultratop)          | 44             |
| Нидерланды (Album Top 100)           | 74             |
| Швейцария (Schweizer Hitparade)      | 87             |
| Германия (Offizielle Top 100)        | 89             |
| Бельгия/Валлония (Ultratop)          | 162            |